# Casshern Sins
Casshern Sins (яп. キャシャーン SINS Кяся:н sins, Грехи Кассяна) — аниме-сериал, созданный компаниями Tatsunoko и Madhouse, а также ремейк одноимённого фантастического сериала Neo-Human Casshern. На основе сюжета Casshern Sins в 2008 году была выпущена манга, которая издавалась в ежемесячном журнале Jive.

## Аниме
Впервые транслировался по каналу TV Saitama со 2 октября 2008 по 16 марта 2009 года. Позже показывался на телеканалах Chiba TV, TV Aichi, MBS, TV Kanagawa и TV Saitama. Casshern Sins также транслировался в Сингапуре по каналу Arts Central.
Сюжет радикально меняется по сравнению с сериалом Neo-Human Casshern, где главный герой — Кассян — борется со злодеем Braiking Boss (Брэйкинг Босс); в новом аниме действие происходит в постапокалиптическим мире, где человеческая цивилизация исчезла, а вместо неё остались роботы. Кассян потерял свою старую память идеального убийцы и теперь скитается по пустынному миру, стараясь понять, кто он и зачем живёт под солнцем. Между тем на него охотится армия роботов, веря в то, что он является ключом к вечной жизни, и потому, куда бы он ни пошёл, всюду его ждут те, кто пострадал из-за принесённого им разрушения. Сам сериал, в отличие от первого, носит глубоко драматический и философский характер. Также меняются почти все персонажи, остаются лишь Кассян, Френдер и Брэйкинг Босс. Хотя сам Кассян из типичного героя превратился по сути в нейтрального персонажа. Он стремится понять своё происхождение, а не спасти мир как его аналог из 1970-х годов. По сути он является лучшим ассасином Брэйкинг Босса и инстинкты убийцы у него остались несмотря на потерю памяти. Если Кассян впадает в режим берсерка, он убивает абсолютно всех находящихся в поле его зрения. Главная героиня, Луна, верная подруга Кассяна, из предыдущего сериала превращается в сверхсущность, миротворца, а также главного антагониста.
Сериал был дублирован на английском языке и начал транслироваться по каналу Funimation 21 декабря 2010 года.

## Сюжет
Действие происходит в далёком будущем, где роботы покоряют человечество, приобретя самосознание. Их лидер — Брэйкинг Босс — правит новым миром с железным кулаком. Однажды появляется таинственная девочка по имени Луна и заявляет, что пришла, чтобы спасти человечество. Брэйкинг Босс видит в ней потенциальную угрозу и посылает троих лучших воинов-киборгов: Кассяна, Дио и Леду. Кассян, сильнейший из них, убивает Луну, и это в результате приводит к катастрофическим последствиям. Цивилизация погибает. Проходят сотни лет и к этому моменту земля превращается в огромную пустыню, атмосфера земли наполнена ядовитыми газами, что сделало её непригодной для жизни, по этой причине человечество почти вымерло, а также из-за постоянного преследования со стороны роботов.
Однако жизнь роботов не лучше человеческой. Из-за ядовитого воздуха их тела, подобно болезни, поражает коррозия. Запчастей практически не осталось, и поэтому, если робот рано или поздно не раздобудет запчасть, то «умрёт». Миллионы роботов по всему миру продолжают стремительно «умирать» и всеми способами стремятся найти оставшиеся запчасти. И когда казалось, что у них уже не осталось ничего, прошёл новый слух, что встряхнул задыхающийся мир и заставил его заворочаться в своей могиле: Кассян, тот самый негодяй, что когда-то погубил их Светоч, вернулся, но потерял все — он не помнит ни своё имя, ни прошлое, ни даже то, каким образом он разрушил этот мир, и хотя он до сих пор является идеальной машиной для убийства, в его незыблемом прежде сердце зародились первые семена человечности, и, оглядываясь по сторонам, он в недоумении задаёт вопрос: кто же я такой?..
Главный герой является нео-киборгом, уникальным существом, которой представляет собой гибрид синтетического и живого организма. Тело нео-киборгов не нуждаются в запчастях, как робот и еде, как человек и способны к мгновенной регенерации. Нео-киборги, как и люди имеют кровь, и не поддаются эрозии.

## Список персонажей
Кассян (яп. キャシャーン Кяся:н)
Сэйю: Тору Фуруя
Главный герой сериала, нео-киборг. Некогда был сильнейшим воином Брэйкинг Босса. Кассян — уникальное существо, представляющее собой гибрид робота и живого организма. Его тело не нуждается в запчастях и способно к регенерации, что делает его абсолютно неуязвимым в бою. Он способен уничтожить любого противника, с которым сталкивается. По приказу Брейкинг Босса убивает Луну, после чего исчезает и возвращается лишь через несколько сотен лет, не помня кем был и обретя бессмертие. После того как Кассян узнаёт о своём поступке, он решает искупить его и встречает людей, которые пострадали от катаклизма. Кассян сталкивается со многими роботами, которые искренне верят, что станут бессмертными, пожрав его, но также и с теми, кто смирился с разрушением или же просто желает закончить свою жизнь в мире. В итоге он находит Луну и убеждает её снова стать спасителем для тех, кто нуждается в ней.
Льюис (яп. リューズ Рю:дзу)
Сэйю: Нами Мияхара
Робот-женщина. Она преследует Кассяна ради мести за сестру Лизу, которая была смертельно ранена Кассяном, защищая Луну, и впоследствии скончалась от коррозии. Льюис тем не менее пришла в замешательство, когда узнала, что её смертельный враг потерял память, готов искупить свои грехи и даже отдать ей свою жизнь. Она начинает сопровождать Кассяна и позже влюбляется в него. Теряет уважение к Луне, когда узнаёт истинную цель её «спасения». Решает жить вместе с Кассяном, Ринго, Одзи и Френдером, и в конце концов умирает от коррозии.
Ринго  (яп. リンゴ)
Сэйю: Юко Минагути
Маленькая девочка, дружит с Кассяном. Очень добрая и «невинная». Является нео-киборгом. Была первым живым существом, с которым познакомился Кассян после потери прежней памяти. Ради защиты Ринго Кассян уничтожил на её глазах множество роботов, однако она не потеряла веры в него. Позже вырастает в молодую девушку и продолжает ждать Кассяна вместе с Френдером. В финале узнаёт, что она дочь Леды — одного из сильнейших нео-киборгов Брэйкинг Босса.
Одзи (яп. オージ О:дзи)
Сэйю: Юити Нагасима
Робот-учёный. Занимается сбором запчастей и починкой роботов, также является опекуном Ринго. Первоначально работал на Брейкинг Босса, создал Кассяна, Дио и Леду. От вида страшных последствий своих творений пытался покончить с жизнью. Сегодня живёт только ради Ринго. После встречи с Кассяном изначально настроен к нему крайне неприязненно, но в то же время наблюдает за его поступками. Теряет веру в Луну, узнав о её истинных целях. В финале остаётся с Ринго; умирает в садовом домике, предположительно от коррозии.
Френдер (яп. フレンダー Фурэнда:)
Механическая собака; вероятно, нео-киборг. Френдер не проявляет никаких признаков разрушения, в то время как друзья Кассяна умирают от коррозии. Он осторожно следует за Кассяном, со временем привыкая к нему; останавливает его, когда тот впадает в ярость. Вероятно, Френдер не подвержен коррозии, поскольку сорвал часть кожи Кассяна и съел её. Он — один из нескольких персонажей наряду с Кассяном и Брэйкинг Боссом, которые фигурировали в оригинальном сериале, хотя раньше его роль была существенно меньше: если раньше он являлся исключительно боевым напарником своего хозяина, в новом воплощении он, по сути, является «совестью» Кассяна, не позволяя ему забывать, что он сделал, и следуя за ним лишь до тех пор, пока верит в правильность его пути.
Луна (яп. ルナ Руна)
Сэйю: Акико Ядзима
Загадочная девушка, которая появилась чтобы спасти человеческую расу. Луна была известна как «Солнце», или «Источник Жизни» — живое воплощение для всего мира. Считая её угрозой своей власти, Брэйкинг Босс послал троих воинов: Кассерна, Дио и Леду убить её. Кассерн, сильнейший из них, достигает цели, чем приводит мир к катастрофе. Однако Луна не погибает, продолжая существовать в новой форме. На момент сериала Кассерн разыскивает её, чтобы узнать причину гибели цивилизации и своего бессмертия. Когда он находит Луну, то понимает, что теперь она пытается убить любого, от кого пахнет смертью.
По ходу сериала выясняется: за счёт высокоразвитой медицины человечество некогда достигло вечной жизни. Брейкниг Босс восстал против этого и начал истребление людей; лишь благодаря Луне горсти их удаётся сохраниться. Луна даровала людям конечную жизнь, считая, что не зная смерти, человек не живёт по-настоящему. За ней последовала и часть роботов; прознав об этом, Брейкинг Босс приказал убить её, чем невольно спровоцировал начало Разрушения. После гибели от рук Кассяна, Луна преисполнилась омерзением к смерти во всех её проявлениях и теперь одаряет бессмертием всех, кто, по её мнению, не «пахнет смертью» — иначе говоря, не слишком поражены коррозией, что выясняется, когда Луна отказывается лечить Дюна. Луна стремится создать мир, в котором нет места умирающим от коррозии, ради чего готова истреблять их.
Брэйкинг Босс (яп. ブライキング・ボス Бурайкингу Босу)
Сэйю: Кэндзи Уцуми
Брэйкинг Босс был лидером и командующим армией роботов. Позже захватывает мировую власть и доминирует над человечеством, Луна была вызвана, чтобы остановить его. Позже он направляет своих воинов, чтобы убить Луну и это приводит к катастрофе. Отрицая слухи, что он пожрал Кассяна и разрушил мир, Брэйкинг Босс наблюдает за Кассяном издалека. К концу сериала Кассян разрушает армию Босса и, похоже, убивает его самого. Перед смертью Брайкинг велит Кассяну убить Луну, чтобы наконец искупить совершённый Боссом грех. Умирая, он чувствовал радость от того, что наконец получил наказание за содеянное от руки бывшего подчинённого
Дио  (яп. ディオ)
Сэйю: Тосиюки Морикава
Нео-киборг, созданный наряду с Кассяном. Был послан с Ледой и Кассяном, чтобы убить Луну. Мечтает завладеть миром, заняв место Брэйкинг Босса, для чего начинает создавать собственную армию роботов. Видит в Кассяна извечного соперника и смертельного врага, так как они оба были созданы с одинаковыми характеристиками. В последней битве с Кассяном получает смертельную рану, которую так и не смог залечить, и перед смертью просит Кассяна сохранить жизнь Леде.
Леда (яп. レダ Рэда)
Сэйю: Мами Кояма
Нео-киборг, создана наряду с Кассяном и Дио, помогает Дио в восстановлении армии роботов и очень ласкова к нему. Всегда помогает возлюбленному, когда тот оказывается в тяжёлой ситуации. Активно ищет Луну, так как постепенно начинает подвергаться коррозии и ищет способ сохранить свою красоту. После встречи с Луной и неудавшегося «исцеления» она нападает на Луну и та в ответ смертельно ранит её. Кассян поспевает вовремя, защитив Леду, и та отправляется искать Дио, чтобы умереть рядом с ним. Вероятно родила когда-то Ринго.
Дюн (яп. ドゥーン Ду:н)
Сэйю: Юто Накано
Робот, «Бог Смерти», бывший телохранителем Луны. После её смерти долгое время бродил по пустошам в поисках Кассяна, чтобы отомстить за свою госпожу, но в конце концов нашёл Луну, которая не стала спасать его (к тому времени Дюн был уже слишком разрушен), и тот умер рядом с ней, до последнего служа своей госпоже.

## Критика
Представитель сайта Anime News Network, Карл Кимлингер, отметил, что адаптация «тупого» аниме-сериала 1970-х годов получилась необычно запутанной, с великолепной постапокалиптической атмосферой и ностальгическим ударом. В Casshern Sins мало смысла, особенно в первых сериях, но это компенсирует отражение мрачного будущего мира, его жестокость и пустынное великолепие.
«АнимеГид» в рецензии пишет, что «старые солдаты не умирают, они лишь тихо угасают». Но иногда им приходится возвращаться, чтобы закончить старую войну, чём рассказывает Casshern Sins, где можно увидеть черты классического аниме 1970-х годов, но разница между двумя историями существенная. Новый сериал «переворачивает с ног на голову» сюжет о молодом герое, который сражается со стремящимися покорить Землю роботами. Человечеству больше не грозят киборги, так как людей практически не осталось — на Земле уже многие сотни лет существует полноценная техноцивилизация, пережившая своих создателей. Casshern Sins — история о том, как после долгих лет беспамятства Кассян начинает вспоминать своё чудовищное преступление, обрекшее всех роботов на смерть. Если в первых сериях он показан безусловным героем, побеждающим однозначно отрицательных персонажей, то постепенно зрители вместе с ним осознают всю тяжесть его греха, последствий этого поступка и необходимость искупления. Гибель таинственной Луны, истинная природа которой раскрывается по ходу действия, представлена своеобразным грехопадением роботов, с последующим изгнанием из Эдема — в то время как мессианское возвращение Кассяна и искупление греха обретает мученический ореол. Аниме эмоциональное, но без наигранного эпатажа. Агония главного героя, разрывающегося между ролями спасителя и предателя, выглядит достоверно, особенно учитывая то, что понимание этой двуличности приходит у аудитории одновременно с Кассяном, пробуждающимся от многовекового забытья и познающим окружающий мир. Анимация безупречна, что и следовало ожидать от Madhouse. Также можно отметить картины умирающей цивилизации в стиле Босха и способность сценариста выдержать интригу на протяжении двух десятков серий. Casshern Sins не получится назвать ремейком. Это самодостаточная творческая работа, снятая под явным идейным влиянием Galaxy Express 999, «сильно поднимающая художественную планку супергероического жанра в анимации. Настолько качественной постапокалиптики в аниме не попадалось со времён „Ветра амнезии“. „Разруха в голове“ Кассяна — образчик умело поданной шизоидной драмы».